# 2081年3月10日日食
2081年3月10日日食为一次在协调世界时2081年3月10日出現的一次日環食。該次日食食分為0.9304，食甚維持時間7分36秒。

## 概述
這次日食的食分是0.9304，環食維持7分36秒。

## 基本參數
- 類型：日環食
- 食最大地點資料：
  - 日期：2081年3月10日
  - 時間：15時23分31秒
  - 地點：22S 37W
  - 食分：0.9304
  - 日環食持續時間：7分36秒

## 外部連結
- NASA未來日食資料（页面存档备份，存于）
- 可見區域圖和時間統計：由弗雷德·埃斯佩纳克做出的日食預報，NASA/GSFC
  - Google互動地圖呈現的日食範圍
  - 貝塞爾元素